# Église Notre-Dame d'Oulchy-le-Château
L'église Notre-Dame est une église située à Oulchy-le-Château, en France.

## Localisation
L'église est située sur la commune d'Oulchy-le-Château, dans le département de l'Aisne.

## Protection
Le monument est classé au titre des monuments historiques en 1914.